# Michaił Matiuszyn
Michaił Wasiljewicz Matiuszyn (ros. Михаи́л Васи́льевич Матю́шин, ur. w 1861 w Niżnym Nowogrodzie, zm. 14 października 1934 w Leningradzie) – rosyjski skrzypek, kompozytor, malarz, teoretyk sztuki; przedstawiciel awangardy rosyjskiej początku XX wieku.

## Życiorys
W latach 1877–1881 studiował w Konserwatorium Moskiewskim w klasie skrzypiec, po studiach grał w nadwornej orkiestrze. W latach 1894–1905 studiował w szkole rysunkowej Towarzystwa Popierania Sztuk, potem w szkole-studio Jana Ciąglińskiego.
W latach 1908–1910 wraz z żoną Jeleną Guro należeli do kręgu kubofuturystów (Dawid Burluk, Wielimir Chlebnikow, Wasilij Kamienski), którzy spotykali się w domu Matiuszynów w Sankt Petersburgu, w którym obecnie mieści się Muzeum Awangardy Petersburskiej (ul. Profesora Popowa 10).
Michaił Matiuszyn należał do awangardy, lecz unikał skrajności. Dzięki temu został pedagogiem i teoretykiem nowej sztuki.
Od połowy drugiej dekady XX wieku rozwijał „rozszerzone widzenie” oparte na teorii matematyka-teozofa Piotra Uspienskiego. Michaił Matiuszyn działał w Państwowym Instytucie Kultury Artystycznej (Государственный Институт Художественной Культуры). Wydał około dwudziestu książek poświęconych futuryzmowi. Skomponował operę futurystyczną „Zwycięstwo nad Słońcem” (1913) ku czci Kazimierza Malewicza.

## Bibliografia

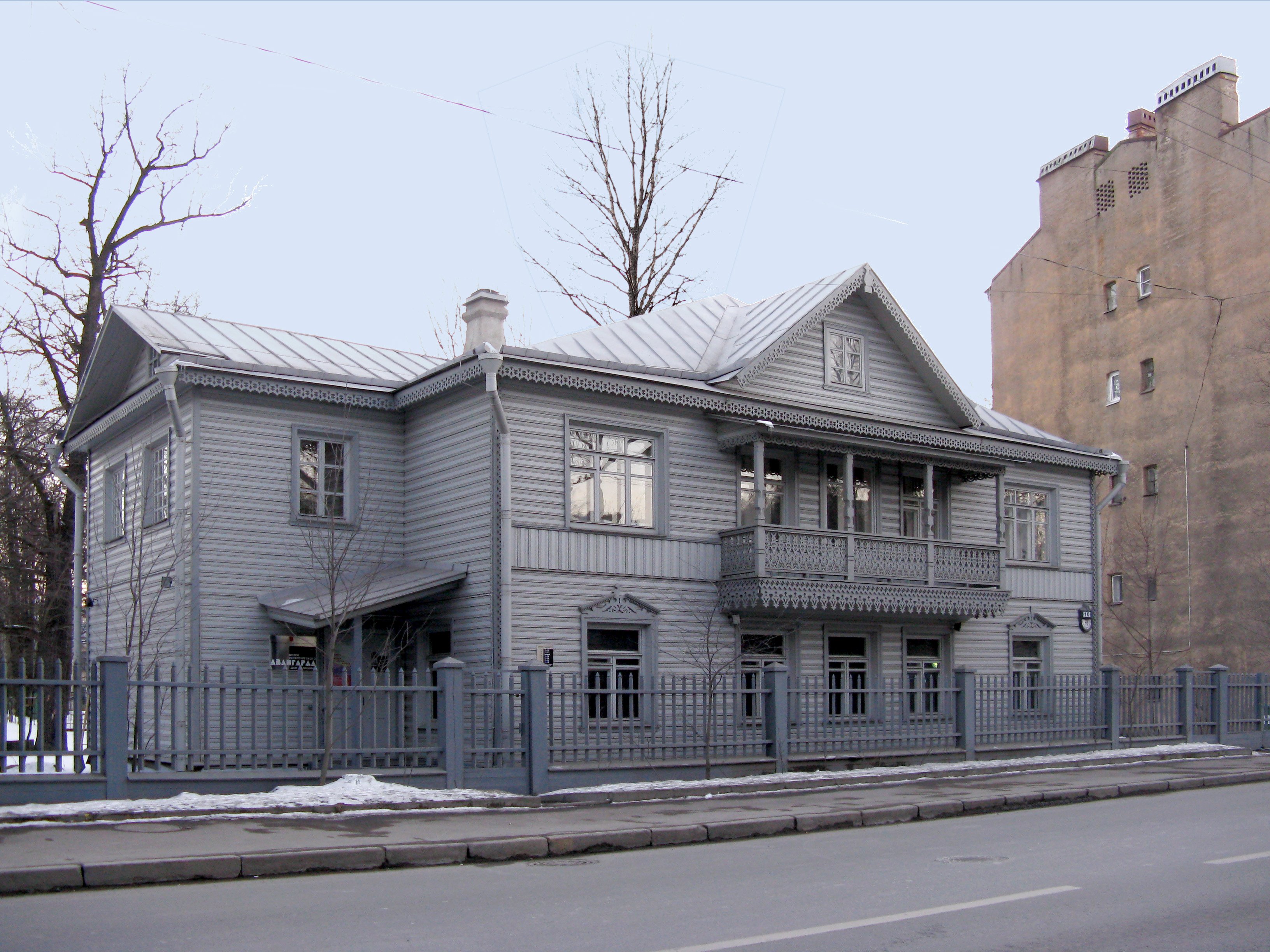
Dom artysty
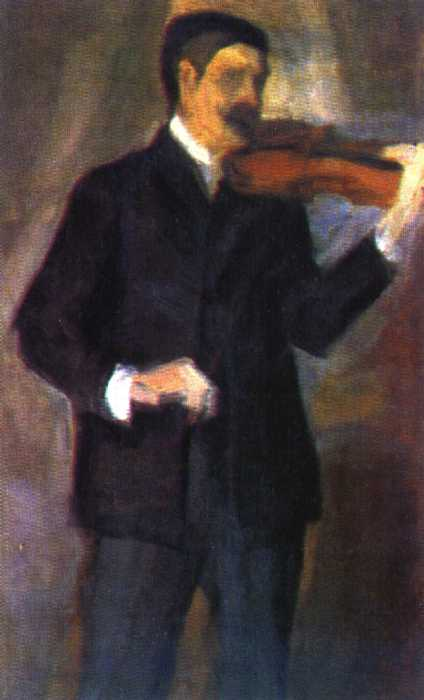
Jelena Guro: Portret M. Matiuszyna, 1903
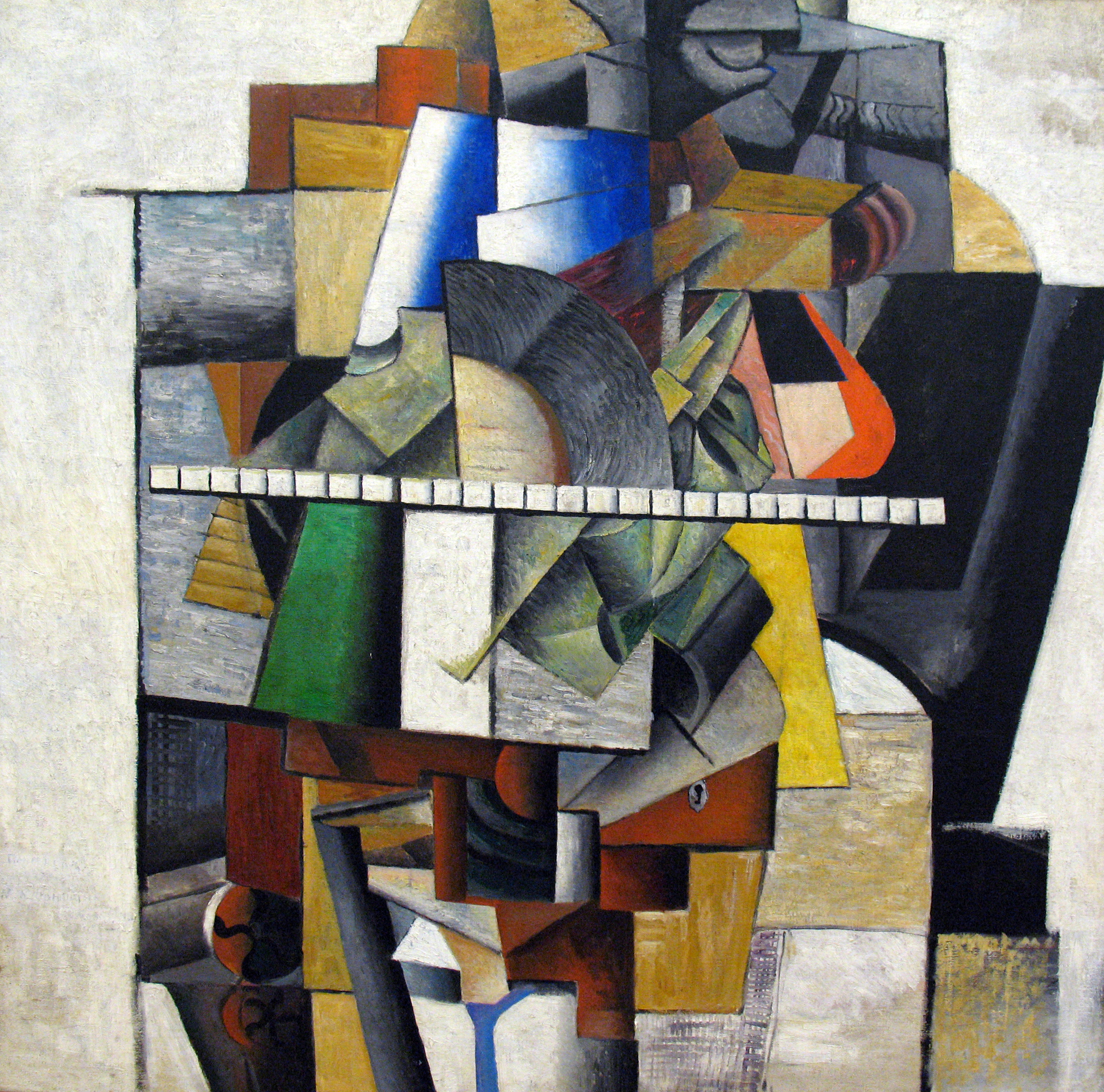
Kazimierz Malewicz: Portret M. Matiuszyna, 1913